# واد لو
واد لاو هي مدينة سياحية صغيرة تابعة جغرافيا إلى إقليم تطوان شمال المغرب على ساحل البحر الأبيض المتوسط، تقع المدينة قريبة من المدينتين الرئيسيتين تطوان وشفشاون في الشمال الغربي للبلاد. في عام 2004، بلغ تعداد سكان المدينة 8.383 نسمة (إحصاء رسمي).
سميت المدينة باسم النهر الذي يحمل نفس الاسم الذي يأخذ مصدره من جبال الريف بالقرب من شفشاون. من خصائص المنطقة تمتعها بالجانب القروي (الجبلي) المحيط بالإقليم.بالإضافة انها تعدّ وجهة سياحية مفضلة للكثير العائلات المغربية وذلك بسبب مناخها المعتدل وواجهتها المتوسطية.

## وصلات خارجية
- صور من رحلة من واد لاو إلى شفشاون